# Monoculodes latissimanus
Monoculodes latissimanus är en kräftdjursart som först beskrevs av Knud Hensch Stephensen 1931.  Monoculodes latissimanus ingår i släktet Monoculodes och familjen Oedicerotidae. Inga underarter finns listade i Catalogue of Life.